# Jarosław Siwiński
Jarosław Siwiński (* 9. Juni 1964 in Warschau) ist ein polnischer Komponist und Pianist.
Siwiński studierte an der Musikakademie in Warschau von 1983 bis 1988 Klavier bei Kazimierz Gierżod und von 1988  bis 1994 Komposition bei Włodzimierz Kotoński. Er nahm als Pianist und Komponist bei zahlreichen polnischen und internationalen Festivals teil wie den Weltmusiktagen in Warschau (1992) und Seoul (1997), dem Warschauer Herbst, dem Festival Musica Polonica Nova in Wrocław und den International Composers' Courses in Avignon (1992) und in Apeldoorn (1995).
Er beteiligte sich an multimedialen Projekten mit der MMGroup, mit Frederic Rzewski, Michelangelo Pistoletto, Viktor Lois, Yin Peet  und der Grupa Azorro. Neben klassischen Instrumentalwerken komponierte Siwiński auch Film- und Schauspielmusiken sowie Musiken zu Computerspielen. Beim internationalen Wettbewerb für Jazzkomposition 1997 erhielt er für Schyzia den dritten Preis, beim Kompositionswettbewerb Muzyka i zabawa im Folgejahr in Posen den zweiten Preis mit Zegarynka.

## Werke
- Zamglone Oko Dżdżownicy für verstärkte Piccoloflöte und zwei Perkussionisten, 1989
- Postrzeganie muzyki jest procesem skomplikowanym i nie do końca klarownym für Tonband, Klavier und Violine, 1990
- Ze śpiewów domowych für Stimme und Klavier, 1991
- Souline für Flöte solo oder mit begleitendem Tasteninstrument (Synthesizer oder Klavier), 1992
- Notari, E. M. für Tonband, 1992
- Pianerecerto für Klavier und Instrumentalensemble, 1994
- Notarimbalo für Cembalo und Tonband, 1994
- O czym śnią pianiści für Klavier, 1995
- Dominobajki für Klavier, Perkussion, Entertainer und Publikum, 1996–97
- Schyzia für Streichquartett, 1997
- Kwintet fortepianowy, 1998
- Missa Brevis für Sopran, gemischten Chor und Orgel, 1998
- Zegarynka für präpariertes Klavier, Perkussion und Publikum, 1998
- Hominibus für Sinfonieorchester, 2002
- Bebop für Tonband, 2002
- Lokomotywa für Tonband, 2003
- ID #1 für vier Performer, 2003
- Orkiestra Peronowa für Klavier und Perkussion, 2004
- Towarzystwo Przyjaciół Pary für Klavier, Perkussion und Publikum, 2004
- Owej rozgwiezdzonej nocy für Tonband, 2005
- Movement für Sinfonieorchester, 2006
- Pieśni polskie für Tonband, 2006